# لمياء الأعرج
لمياء الأعرج Lamia El Aaraje - ولدت في مدينة الرباط المغربية يوم السبت الموافق 22/11/1986 وهي تحمل الجنسية المغربية والجنسية الفرنسية، لمياء ناشطة سياسية وصيدلانية درست الصيدلة في بداية الأمر في مدينة الرباط ، والتي غادرتها إلي فرنسا في سن السابعة عشر(17) وواصلت دراستها للصيدلة في الجامعات الفرنسية، حتي حصلت علي الدكتوراة في الصيدلة عام 2013م، وقبل ذلك بسنوات قليلة انخرطت الأعرج في العمل السياسي ضمن صفوف الحزب الاشتراكي. حيث انضمت إليه في 2010م ،ومثلت من خلاله ولفترة وجيزة الدائرة الانتخابية الخامسة عشرة لباريس في الجمعية الوطنية من 2021 إلى 2022.
وفي 28 يناير 2022م الغي المجلس الدستوري انتخابها، من منطلق أنه تم اجراؤه بشكل غير منتظم، وظل المقعد شاغراً حتي الانتخابات التشريعية في يونيو 2022م، والتي خاضتها لمياء الأعرج لمرة أخري ولكنها لم توفق في ذلك.
لمياء الأعرج توصف بأنها امرأة تتمتع بذكاء كبير، صاحبة ابتسامة ودودة لاتفارقها إلا عندما تثير خصومه، تجمع ما بين فن القناعات وثبات الالتزام، هذا بالإضافة إلي كونها مشاكسة متماسكة في نشاطها السياسي.

## مسيرتها المهنية والعلمية
درست الأعرج الصيدلة في المغرب أولاً، ثم سافرت إلى ليموج بفرنسا عام 2004 لإكمال دراستها العليا في الصيدلة، حيث حصلت على الدكتوراه في أكتوبر 2013 عن أطروحتها حول "تطور مفاهيم الصحة العامة والتثقيف الصحي ودور المدرسة في الترويج لها". بدأت مسيرتها المهنية في الهيئة الصحية العليا كمتدربة، ثم أكملت تدريبها لتصبح محامية في قانون الصحة والمخدرات.
عملت الأعرج كمديرة تنفيذية في المنظمات الصحية المشتركة، كما ساعدت في انشاء دور رعاية المسنيين في الدائرة (20) بالعاصمة الفرنسية باريس.

## مسيرتها السياسية
انضمت الأعرج إلي الحزب الاشتراكي في 2010م، وانخرطت في العديد من المنظمات الشبابية اليسارية خلال دراستها الجامعية، شاركت في العديد من المشاريع والحملات استعداداً للانتخابات الرئاسية في 2012م، عملت الأعرج كمستشارة للدائرة العشرين في مجلس باريس في 2014م، وفي انتخابات بلدية باريس 2020م اعيد انتخابها في اللجنة، وفي 2021م فازت الأعرج في الانتخابات الفرعية في الدائرة الانتاخابية الخامسة عشر (15) في باريس بنسبة تصويتية بلغت 56.5% ، ولكن تم الغاء انتخابها في يناير 2022م.
وفي الانتخابات التشريعية 2022م اعلنت الأعرج نيتها للترشح لولاية كاملة كمرشحة اشتراكية في الدائرة الانتخابية الخامسة عشر، غير أن الاتحاد الشعبي الذي ينتمي إليه الحزب الاشتراكي قرر أن تكون مرشحته في الانتخابات ليست لمياء الأعرج ، ووصف وقتها ترشح الأعرج بأنه ترشح المنشق، ومع ذلك فكانت مدعومة من رئيس الوزراء الاشتراكي السابق، كما كانت مدعومة من عمدة باريس وقتها والتي دعتها للترشح إلي منصب رئيس فرنسا في الانتخابات الرئاسية 2022م غير أن الأعرج لم توفق في ذلك ، وعادت لتمارس نضالها السياسي السابق.